# Гайяр, Леонар Жозеф
Леонар Жозеф Гайяр (фр. Léonard-Joseph Gaillard; 22 марта 1766, Юи — 13 июня 1837, Льеж) — бельгийский скрипач.
Начал играть на скрипке в оркестре коллегиума Девы Марии в Юи. С 1785 г. играл в оркестре Льежской оперы, на протяжении многих лет её концертмейстер. Широкое распространение получила история (рассказанная впервые Андре Жаспаром) о том, как в 1799 г. во время выступления в Льеже Родольфа Крейцера Гайяр на пари отказался от предварительного знакомства с партитурой его сочинения и на репетиции с блеском сыграл сложную сольную партию экспромтом, произведя впечатление на знаменитого гастролёра. Выступал также как солист, в том числе с концертами собственного сочинения, вызывая восторженные отзывы городской прессы. Возглавлял струнный квартет, в 1812—1813 гг. руководил городским оркестром.
Учеником Гайяра был Франсуа Вансон, основоположник льежской скрипичной школы.